# Antonio Guillén Rey
Antonio Guillén Rey († Alcalá de Henares, 21 d'octubre de 2004) va ser un cineasta espanyol, director de producció de pel·lícules i sèries de televisió.
A finals de la dècada del 1970 va començar a treballar com a ajudant de direcció a pel·lícules com A la legión le gustan las mujeres... y a las mujeres, les gusta la legión (1976) i a la sèrie de televisió La barraca (1979). Durant la dècada del 1980 fou director de producció a pel·lícules com Werther (1986) i El Lute II: mañana seré libre (1988), així com a cinc episodis de la segona temporada de La huella del crimen (1992). Va assolir un cert reconeixement a la seva carrera quan fou nominat al Goya a la millor direcció de producció per El maestro de esgrima. Després fou director de producció a El laberinto griego (1993), Hermana, pero ¿qué has hecho? (1995), Cachito (1996), Bwana (1996), 99.9 (1997) i El florido pensil (2002).